# Archidiecezja Spoleto-Norcia
Archidiecezja Spoleto-Norcia – archidiecezja Kościoła rzymskokatolickiego we Włoszech, a ściślej w Umbrii. Podlega bezpośrednio Stolicy Apostolskiej. Diecezja Spoleto powstała już w I wieku. W 1821 została podniesiona do rangi archidiecezji, zaś w 1986 włączono do niej diecezję Norcia, wskutek czego archidiecezja uzyskała swą dzisiejszą formę.